# 戈特斯格拉本河
47°27′50″N 8°18′33″E / 47.46401°N 8.30922°E

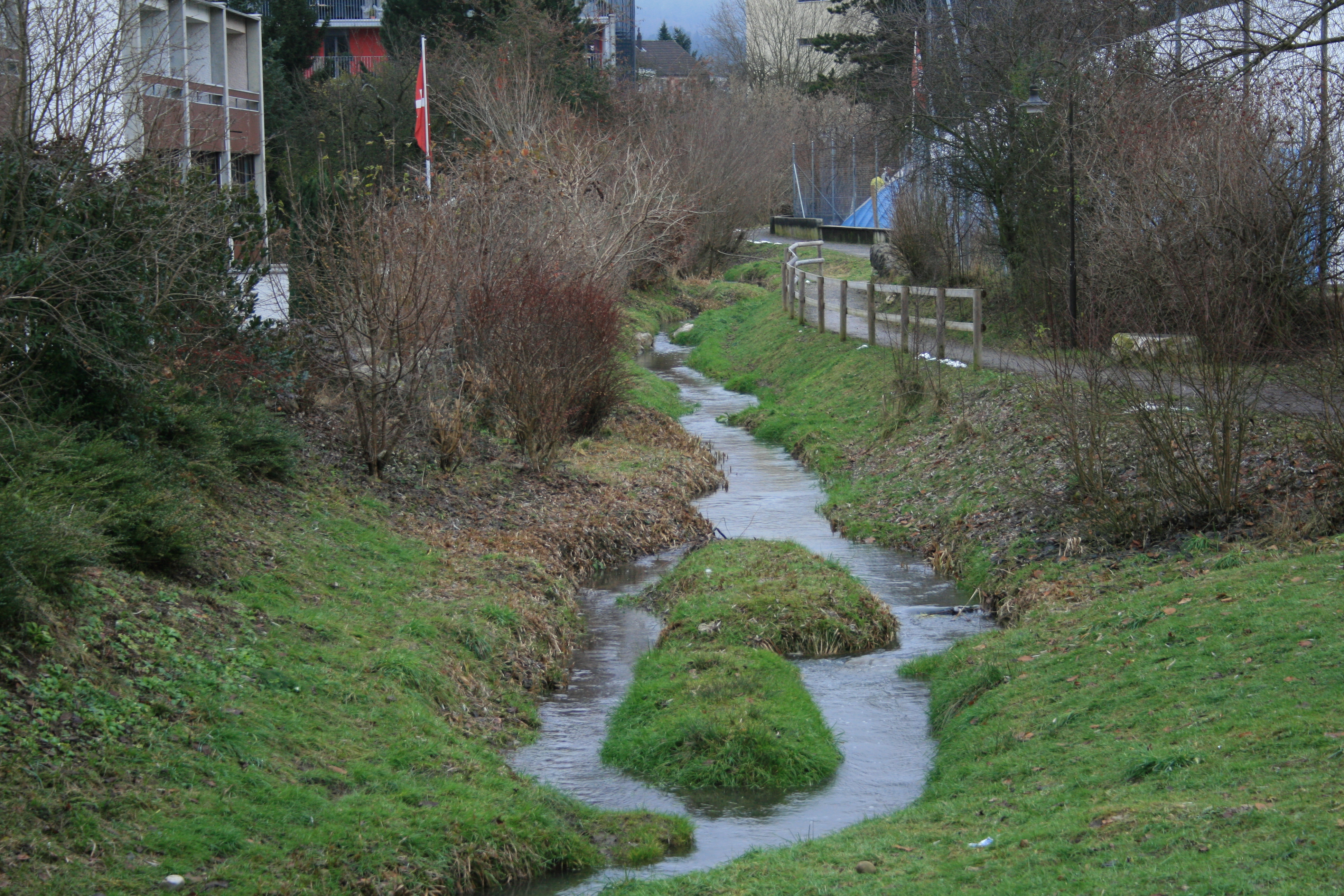

戈特斯格拉本河是瑞士的河流，位於該國北部，流經阿爾高州，屬於利馬特河的支流，河道全長5.5公里，發源自萊蓋恩山，河畔城鎮有韋廷根。